# Sankt Johannes (parochie, Aarhus)
Sankt Johannes is een parochie van de Deense Volkskerk in de Deense gemeente Aarhus. De parochie maakt deel uit van het bisdom Århus en telt 8729 kerkleden op een bevolking van 10451 (2004). 
Tot 1970 werd de parochie vermeld onder Hasle Herred. In dat jaar werd de parochie opgenomen in de nieuwe gemeente Aarhus.
Sankt Johannes werd in 1905 als zelfstandige parochie gesticht als afsplitsing van de Domparochie. De parochiekerk dateert uit hetzelfde jaar. 